# Daviesia physodes
Daviesia physodes är en ärtväxtart som beskrevs av George Don jr. Daviesia physodes ingår i släktet Daviesia, och familjen ärtväxter. IUCN kategoriserar arten globalt som livskraftig. Inga underarter finns listade i Catalogue of Life.